# Alessandra Martines
Pour les articles homonymes, voir Martines.
Alessandra Martines est une actrice,  danseuse et présentatrice de télévision franco-italienne, née le 19 septembre 1963 à Rome.

## Biographie

### Carrière
D'abord danseuse, Alessandra Martines se fait connaître à la télévision italienne en tant qu'animatrice de diverses émissions de variétés. Elle rencontre ensuite le succès international comme actrice en jouant le rôle principal Fantagaro dans la série télévisée La Caverne de la rose d'or et ses suites.
En France, elle joue au cinéma dans plusieurs films de Claude Lelouch, tels que Tout ça… pour ça ! (1993), Les Misérables (1995) ou encore Hasards ou Coïncidences (1997). Elle apparaît également dans plusieurs comédies, comme dans le film J'ai faim !!! (2001), avec Catherine Jacob.
En 2009 elle incarne la reine Anne d'Autriche dans le téléfilm historique La Reine et le Cardinal. En 2011, elle joue le rôle de la mère de Bernadette Soubirous dans le film Je m'appelle Bernadette.
En 2011, elle est jurée lors des deux premières saisons de l'émission Danse avec les stars sur TF1. Elle ne participe pas à la saison 3 en raison de sa grossesse. Elle est remplacée par Shy'm.
En 2013 et 2014, elle est jurée dans l'émission de TF1 The Best : Le Meilleur Artiste, au côté notamment de Lara Fabian (uniquement pour la saison 1).
En 2022, elle rejoint le groupe Canal+[réf. nécessaire] pour lequel elle devient animatrice d'émissions religieuses. Depuis cette date, elle présente quotidiennement l'éphéméride dans Le Saint du jour, sur CNews et C8. En janvier 2024, elle présente également sur C8 l'émission Bienvenue au monastère, une téléréalité qui met en scène six personnalités lors d'une retraite spirituelle au couvent Saint-Dominique de Corbara, en Haute-Corse.

### Vie privée
En 1992, Alessandra Martines rencontre Claude Lelouch, de vingt-six ans son aîné, lors du tournage du film Tout ça… pour ça !, et devient son épouse en 1995. En 1998, elle donne naissance à leur premier enfant, Stella Lelouch. Le couple divorce en 2009, après quatorze ans de mariage.
À partir de 2008, Alessandra Martines est en couple avec l'acteur Cyril Descours, de vingt ans son cadet, rencontré sur le tournage de La Reine et le Cardinal. Ils deviennent les parents d'Hugo Descours le 26 octobre 2012,. En 2018, elle annonce leur séparation.

## Filmographie

### Cinéma
- 1987 : Miss Arizona de Pál Sándor
- 1988 : Saremo felici (it) de Gianfrancesco Lazotti
- 1989 : Sinbad (Sinbad of the Seven Seas) de Enzo G. Castellari
- 1989 : Passi d'amore (it) (téléfilm en deux parties) de Sergio Sollima
- 1993 : Tout ça… pour ça ! de Claude Lelouch
- 1995 : Lumière et Compagnie de Claude Lelouch
- 1995 : Les Misérables de Claude Lelouch
- 1996 : Hommes, femmes : mode d'emploi de Claude Lelouch
- 1997 : Hasards ou Coïncidences de Claude Lelouch
- 1999 : Une pour toutes de Claude Lelouch
- 2000 : Mercredi, folle journée ! de Pascal Thomas
- 2001 : J'ai faim !!! de Florence Quentin
- 2001 : And Now... Ladies and Gentlemen de Claude Lelouch
- 2002 : Amnèsia de Gabriele Salvatores
- 2004 : Les Parisiens de Claude Lelouch
- 2005 : Le Courage d'aimer de Claude Lelouch
- 2007 : L'Heure zéro de Pascal Thomas
- 2007 : Deux Jours à tuer de Jean Becker
- 2011 : Je m'appelle Bernadette de Jean Sagols
- 2017 : L'Araignée rouge de Franck Florino

### Télévision
- 1990 : Passi d'amore de Sergio Sollima
- 1991 : La Caverne de la rose d'or de Lamberto Bava
- 1992 : Processo di famiglia de Giovanni Fabbri
- 1992 : La Sorcière noire de Lamberto Bava
- 1993 : Échec et mat de José María Sánchez
- 1993 : La Reine des ténèbres de Lamberto Bava
- 1994 : L'Empereur du mal de Lamberto Bava
- 1996 : Le Retour de Fantagaro de Lamberto Bava
- 2003 : Quelques jours entre nous de Virginie Sauveur
- 2004 : Don Bosco, une vie pour les jeunes Don Bosco de Lodovico Gasparini
- 2005 : I colori della vita de Stefano Reali
- 2005 : Edda, la fille de Mussolini de Giorgio Capitani
- 2005-2010 : Caterina e le sue figlie (13 épisodes)
- 2006 : L'onore e il rispetto de Salvatore Samperi
- 2008 : Il sangue e la rosa de Salvatore Samperi
- 2008 : La Reine et le Cardinal de Marc Rivière
- 2009 : Panique ! de Benoît d'Aubert
- 2011 : Héloïse et Le romancier Martin de Jérôme Foulon
- 2011 : Il commissario Rex, spin-off de la série allemande Rex, chien flic (saison 3, épisode 10)[5]
- 2013 : Furore de Alessio Inturri
- 2016 : Il bello delle donne de Eros Puglielli

## Émissions de télévision
- 2011 : Danse avec les stars sur TF1 : jurée lors des saisons 1 et 2
- 2013-2014 :  The Best, le meilleur artiste sur TF1 : jurée lors des saisons 1 et 2
- 2022-2025 : L'Éphéméride des Saints et Saintes sur C8 : présentatrice
- 2024 : Bienvenue au monastère sur C8 : présentatrice
- 2024 : Destins sacrés sur C8 : présentatrice

## Théâtre
[style à revoir]
- Opera di Zurigo, Opernhaus Zurich, Ballet de l'Opéra de Zurich
- New York City Ballet.
- Chicago City Ballet.
- Opera di Roma (Ballet de l'Opéra de Rome)
- Carmen
- Fedra
- Adriana Lecouvreur  de Mauro Bolognini
- L'Ange bleu - Teatro Verdi  Trieste, Ballet de Marseille de Roland Petit : Danseuse étoile invitée)
- L'appartamento (La garçonnière) de Billy Wilder, Franca Valeri
- 2016 : L'Éventail de Lady Windermere de Oscar Wilde, mise en scène Jean-Luc Revol, Théâtre Tête d'Or

### Publication
- Avec Christian Venard, Destins sacrés, Paris, Salvator, 2024

## Distinctions

### Décoration
Chevalière de l'ordre national du Mérite 2008 

### Récompenses
- 1998 : Prix d'interprétation féminine au Festival International de Chicago pour Hasards ou Coïncidences[7]
- 2009 : Golden Globe européen décerné par la critique cinéma européenne
- 2014 : Prix Kineo pour l'ensemble de la carrière - Mostra de Venise 2014